# Sing Out!
〈Sing Out!〉(싱 아웃!)은 일본의 여성 아이돌 그룹 노기자카46의 23번째 싱글이다. 2019년 5월 29일에 N46Div.를 통해 발매되었다. 센터는 사이토 아스카가 맡았다.